# 栗林政頼
栗林 政頼（くりばやし まさより）は、戦国時代から安土桃山時代にかけての武将。上杉氏の家臣。

## 略歴
上田長尾家の家臣である上田衆の筆頭・栗林頼忠の娘を娶って家督を相続。上田庄全体の守りにあたり、長尾政景、上杉謙信、上杉景勝に仕えた。
永禄8年（1565年）7月、輝虎の要請を受けて長尾伊勢守、大井田藤七郎らと共に武田・北条の同盟軍と戦うために倉内（沼田）へ向かう。
永禄13年（1570年）5月、築城の命を受け浅貝に寄居の普請を開始。元亀2年（1571年）完成。
元亀元年（1570年）10月、地下鑓を引き連れて沼田へ越山。
天正6年（1578年）3月に御館の乱が起こると、景勝に命じられて、義兄弟にあたる深沢利重と共に上田守備を受け持った。同年7月には北条勢の侵入を防ぐために坂戸城将として関東境目のあらと（三国越え）、直路（清水越え）に砦の築城を開始する。9月、上杉景虎に味方する後北条氏の軍が来襲すると、荒戸城、樺沢城が落とされるが、坂戸城を拠点に利重や樋口兼一・登坂清忠・登坂与五郎らと共に戦いこれを防いだ。北条氏は冬の到来を前に北条高広、河田重親を留めて撤退した。政頼は利重と共に自ら出兵しなかった事を景勝から叱責を受けている。翌年の乱収束までに上田から府中の間を転戦した。
天正9年（1581年）、荒砥城に置かれ、肥前守の名を与えられる。以後は主に外務を担当するなど、景勝の重臣として仕えた。天正12年（1584年）には魚沼郡の郡司に任命され、荒戸の関所では関賃の徴収を行った。慶長3年（1598年）の会津移封にも従った。
江戸時代の軍記物の一つ『北国太平記』では、天正10年5月23日のこととして「三国峠合戦栗林肥前守猿ヶ京放火事」の項で滝川一益との三国峠での戦いが述べられているが確実なものではない。ただし、上州側のみなかみ町永井宿郷土館に天正10年三国峠（くぐつが谷）の戦いで用いられたと伝わる甲冑が存在する。

## 関連作品
- 平泉成：『天地人』 （2009年）